# Epitome Gai
Die Epitome Gai (altgriechisch ἐπιτομή, epitomé ‚Abriss‘, ‚Auszug‘, ‚Ausschnitt‘, Auszüge aus den Gaiusinstitutionen, auch: liber Gai; kurz: GE) sind eine nach der Mitte des 5. Jahrhunderts im Westen des römischen Reichs entstandene posttheodosianische Sammlung von Kaiserkonstitutionen (novellae). Es wird vermutet, dass das Florilegium aus Gallien stammt. Das Werklein umfasst zwei Bücher (libri), die in acht beziehungsweise elf Titel (tituli) untergliedert sind. Die Epitome werden dem nachklassischen Recht zugewiesen.
Überliefert ist die Epitome durch die Aufnahme in der westgotischen Lex Romana Visigothorum aus dem Jahr 506. Das gemeinhin dem Vulgarrecht zugeordnete Werklein besteht aus drastisch simplifizierten Brevieren eines ursprünglich für den Ausbildungslehrbetrieb im 2. Jahrhundert geschaffenen Rechtswerks, den gaianischen Institutionen. Ähnlich wie die pseudopaulinischen Sentenzen sind die Epitome zwar durch die weströmische Gesetzgebung überliefert, doch müssen sie als Überarbeitung eines erst im frühen 5. Jahrhundert entstandenen Auszugs daraus verstanden werden. Verfasser der Vorlage war der hochklassische römische Jurist Gaius. Zumeist wird davon ausgegangen, dass die entstandenen Paraphrasen zwar von einem Rechtslehrer verfasst worden sind, allerdings nur für die Verwendung im praktischen Rechtsbetrieb. Die Umschreibungen waren somit allein dem aktuell geltenden Recht verpflichtet. Übertragen und interpretiert wurde sinngemäß und nur dort, wo es notwendig erschien. Der italienische Rechtshistoriker Gian Gualberto Archi soll eine der Umschreibungen auf den Zweck einer nachklassischen Paraphrase für Schulzwecke untersucht haben, die gar in einer Lehranstalt gefertigt worden sein könnte.
Etwa zeitgleich entstand, wohl ebenfalls in Gallien, die sogenannte Consultatio veteris cuiusdam iurisconsulti, die Bezug auf die Kodizes Gregorianus und Hermogenianus nahm.
Inhaltlicher Bezug: Bereits der Codex Theodosianus hatte ein umfängliches Inzestverbot ausgesprochen. Dieses Verbot wird in der Epitome aufgegriffen. Andererseits lässt sich nachlesen, dass das Eherecht Erleichterungen gewährte, denn das Verbot der Heirat zwischen Römern und Barbaren war gefallen. Das anonym verfasste Werk der Epitome Gai fand Einlass in die westgotische lex Romana Visigothorum und beeinflusste damit mittelbar die Rechtsverhältnisse Südwesteuropas bis ins Hochmittelalter.